# How Will the Wolf Survive?
How Will the Wolf Survive? è un album dei Los Lobos, pubblicato dalla Slash Records nel 1984.

## Tracce
Lato A
1. Don't Worry Baby – 2:43 (Cesar Rosas, Louie Perez, T-Bone Burnett)
2. A Matter of Time – 3:55 (David Hidalgo, Louie Perez)
3. Corrido #1 – 2:42 (Cesar Rosas)
4. Our Last Night – 3:08 (David Hidalgo, Louie Perez)
5. The Breakdown – 4:12 (David Hidalgo, Louie Perez, T-Bone Burnett)

Lato B
1. I Got Loaded – 3:20 (Bob Camille)
2. Serenata Norteña – 2:53
3. Evangeline – 2:43 (David Hidalgo, Louie Perez)
4. I Got to Let You Know – 2:35 (Cesar Rosas)
5. Lil' King of Everything – 1:18 (David Hidalgo, Louie Perez)
6. Will the Wolf Survive? – 3:41 (David Hidalgo, Louie Perez)

## Musicisti
- David Hidalgo - voce, chitarra, fisarmonica, lap steel guitar, percussioni
- Cesar Rosas - voce, chitarra, bajo sexto, mandolino
- Steve Berlin - sassofono soprano, sassofono tenore, sassofono baritono, percussioni
- Conrad Lozano - basso, guitarrón, cori
- Louie Perez - batteria, chitarra

Musicisti aggiunti 
- Alex Acuña - percussioni
- T-Bone Burnett - chitarra acustica, organo Hammond